# Mulholland Drive (film)
Mulholland Drive – francusko-amerykański film dramatyczny reżyserii Davida Lyncha z 2001. 
Dzieło pierwotnie zaplanowane w formie serialu telewizyjnego, po odrzuceniu przez telewizję ABC ukazało się jako jednoczęściowy film. W głosowaniu krytyków organizowanym przez BBC, uznany został w 2016 roku za najlepszy film XXI w..

## Opis fabuły
Mulholland Drive – tak nazywa się słynna droga, która przechodzi przez Góry Santa Monica i łączy Hollywood z morzem. Rozciąga się z niej przepiękny widok na tę dzielnicę Los Angeles.
Film opowiada historię dwóch kobiet wplątanych w intrygę kryminalną. Mamy tu do czynienia z typowym dla Davida Lyncha światem, w którym nic nie jest takie, jak się na początku wydaje i nikt nie jest tym, za kogo się podaje. W swej opowieści Lynch maluje wizję miasta Los Angeles, w którym niewinność miesza się z korupcją, miłość z samotnością, a piękno z moralnym zepsuciem. Prowadzi nas przez tajemniczy labirynt doznań, aż do miejsca gdzie spotykają się ze sobą senne marzenia i przerażające koszmary.
Film rozpoczyna scena w której młoda kobieta traci pamięć w wyniku wypadku samochodowego na Mulholland Drive. Półprzytomna znajduje schronienie w luksusowym apartamencie, do którego następnego dnia wprowadza się początkująca aktorka. Dziewczyny zaprzyjaźniają się. Okazuje się, iż torba rannej wypełniona jest pieniędzmi. Bohaterki próbują rozwikłać zagadkę. Natrafiają jednak na nowe pytania i tajemnice: puste mieszkania, nieznajomych mężczyzn, morderstwa oraz dziwne nocne spektakle.
Większą część filmu stanowi sen Diane Selwyn (od początku aż do słów "pora wstać" wypowiedzianych przez Kowboja). Sugestię taką zawiera pierwsza scena filmu – najazd kamery na łózko i poduszkę. Diane została odrzucona przez kochankę – Camillę Rhodes, która odeszła z Adamem, o czym dowiadujemy się pod koniec filmu, podczas przyjęcia. Diane jest zazdrosna i nie potrafi pogodzić się z porażką. Zleca morderstwo Camilli, sama w wyniku szaleństwa popełnia samobójstwo. Sen trwa już po zleceniu zabójstwa – po przebudzeniu na stole leży niebieski klucz, jako znak od mordercy, iż zadanie zostało wykonane.
W marzeniach sennych Diane (jako Betty) spotyka w dość niecodziennych okolicznościach Camillę (jako Ritę), która na skutek wypadku samochodowego straciła pamięć. Obie bohaterki usiłują dowiedzieć się kim jest Rita, odnajdująca w torebce znaczną sumę pieniędzy oraz tajemniczy niebieski klucz. Jednocześnie poznajemy perypetie reżysera, Adama, którego mafia usiłuje zmusić do zmiany obsady w filmie. W rzeczywistości Adam jest rywalem Diane, dlatego też w JEJ śnie nie może go spotkać nic dobrego. Adam ostatecznie zgadza się na zmianę roli (ma powiedzieć podczas castingu "to TA dziewczyna" gdy na przesłuchaniu pojawi się aktorka o nazwisku Camilla Rhodes). Kolejny wątek to historia mordercy który m.in. poszukuje Rity.
Rita zaczyna sobie przypominać nazwisko Diane Selwyn ale nie wie co może oznaczać. Panie idą odwiedzić Diane, na miejscu dowiadują się, że zamieniła się na mieszkania ze swoją koleżanką, po dotarciu do lokum Diane – odnajdują ją martwą, leżącą na łóżku (śniąca Diane widzi własną śmierć.) Obie kobiety zostają kochankami, po czym idą na przedstawienie teatralne, podczas którego padają słowa "wszystko jest iluzją". W trakcie przedstawienia Betty (Diane) odnajduje nagle w torebce niebieskie pudełko (to jest sen w którym przedmioty niespodziewianie mogą się pojawić), do którego pasuje klucz Rity. Wracają do domu, Rita wyciąga klucz, Diane znika (sen), następuje otwarcie pudełka, przebudzenie, powrót do rzeczywistości.
Pieniądze Rity to w rzeczywistości kasa, jaką Diane zapłaciła za zabicie Camilli. Słowa "to ta dziewczyna" są wypowiedziane przez Diane, gdy wskazuje fotografię mordercy. Niebieski klucz to znak od płatnego zabójcy, iż zlecenie zostało wykonane.
Właściwa chronologia zdarzeń:
1. Scena miłości Diany i Camilli, podczas której ta druga stwierdza, iż "nie możemy tego dłużej ciągnąć", odrzuca Dianę. Na stole znajduje się popielniczka w kształcie fortepianu.
2. Przyjęcie, podczas którego Camilla i Adam ogłaszają swój ślub. Jest również sugestia, że Camilla ma nową kochankę (pocałunek z blondynką).
3. Diane zleca zabójstwo Camilli. Niebieski klucz jako znak wykonania.
4. Diane zapada w sen – główna część filmu.
5. Pobudka – koleżanka przychodzi po swoje rzeczy (niebieski klucz już leży na stole) i stwierdza "to trwa już trzy tygodnie, detektywi znowu się o ciebie pytali". Koleżanka zabiera również popielniczkę w kształcie fortepianu. Można wspomnieć, iż relacja między kobietami jest dość niejasna – traktują się wyniośle, z wyraźnym dystansem i chłodem, w marzeniach sennych panie zamieniły się na mieszkania, nie wiadomo, czy było tak w rzeczywistości, być może mieszkały razem.
6. Halucynacje, szaleństwo i w końcu samobójstwo Diane Selwyn.

## Obsada
- Betty Elms/Diane Selwyn – Naomi Watts
- Rita/Camilla Rhodes – Laura Harring
- Adam Kesher – Justin Theroux
- Coco Lenoix – Ann Miller
- Louise Bonner – Lee Grant
- Detektyw Harry McKnight – Robert Forster
- Vincenzo Castigliane – Dan Hedaya
- Luigi Castigliane – Angelo Badalamenti
- Irene – Jeanne Bates
- Przyjaciel Irene'y – Dan J. Birnbaum
- Camilla Rhodes – Melissa George
- Kierowca – Scott Wulff
- Detektyw Harry Domgaard – Brent Briscoe
- Dan – Patrick Fischler
- Herb – Michael Cooke
- Bum – Bonnie Aarons
- Pan Roque – Michael J. Anderson
- Taksówkarz – Sean E. Markland
- Robert Smith – David Schroeder
- Ray Hott – Robert Katims
- Vincent Darby – Marcus Graham
- Wilkins – Scott Coffey
- Gene – Billy Ray Cyrus
- Jimmy Katz – Chad Everett
- Martha Johnson – Kate Forster
- Piosenkarz – Brian Beacock
- Joe – Mark Pellegrino

## Produkcja
- Reżyseria – David Lynch
- Scenariusz – David Lynch
- Zdjęcia – Peter Deming
- Muzyka – Angelo Badalamenti
- Dodatkowa muzyka – David Lynch
- Montaż – Mary Sweeney
- Casting – Johanna Ray
- Scenografia – Jack Fisk
- Kostiumy – Amy Stofsky
- Dekoracja wnętrz – Barbara Haberecht
- Dyrektor artystyczny – Peter Jamison
- Dźwięk – Ronald Eng
- Producent wykonawczy – Pierre Edelman
- Produkcja – Neal Edelstein, Tony Krantz, Michael Polaire, Alain Sarde, Mary Sweeney.

## Nagrody
- 2001 – Festiwal Filmowy w Cannes najlepszy reżyser David Lynch
- 2001 – Festiwal Filmowy w Toronto najlepszy reżyser David Lynch
- 2002 – César Nagroda Główna najlepszy film zagraniczny David Lynch
- 2002 – BAFTA najlepszy montaż Mary Sweeney

## i nominacje
- 2001 – Złota Palma na Festiwalu Filmowym w Cannes David Lynch
- 2001 – Złota Żaba Camerimage Peter Deming
- 2002 – Oscar najlepszy reżyser David Lynch
- 2002 – Złoty Glob:
  - najlepszy reżyser David Lynch
  - najlepszy scenariusz David Lynch
  - najlepsza muzyka Angelo Badalamenti
  - najlepszy film dramatyczny
- 2002 – BAFTA:
  - najlepsza muzyka Angelo Badalamenti
  - najlepszy montaż Mary Sweeney
- 2002 – Saturn
  - najlepszy film
  - najlepsza aktorka Naomi Watts
  - najlepszy reżyser David Lynch
  - najlepsza muzyka Angelo Badalamenti